# Chaix
Chaix là một xã ở tỉnh Vendée trong vùng Pays de la Loire, Pháp. Xã này có diện tích 7,37 kilômét vuông, dân số năm 2006 là 430 người. Xã này nằm ở khu vực có độ cao trung bình 13 mét trên mực nước biển.
Danh xưng dân địa phương trong tiếng Pháp là Chaisiens .

## Biến động dân số
| Năm | 1962 | 1968 | 1975 | 1982 | 1990 | 1999 | 2006 |
| --- | ---- | ---- | ---- | ---- | ---- | ---- | ---- |
| Dân số | 260  | 262  | 264  | 322  | 373  | 422  | 430  |
| From the year 1962 on: No double counting—residents of multiple communes (e.g. students and military personnel) are counted only once. |      |      |      |      |      |      |      |